# The Wave (Drayton Manor)
Pour les articles homonymes, voir The Wave.
The Wave est un parcours de montagnes russes du parc Drayton Manor, situé près de Tamworth, dans le Staffordshire, en Angleterre. Elles ont été construites par la société Intamin. La thématique provient de l'entreprise Space Leisure.

## Histoire
Il s'agissait à l'origine d'un parcours de montagnes russes en position verticale (de 1994 à 2023), initialement appelé The 7up Shockwave, puis simplement Shockwave. C'était le seul parcours de montagnes russes en position verticale avec un Zero Gravity Roll jamais fabriqué. Shockwave a été arrêté en tant que parcours Stand-up le 5 novembre 2023 pour avoir un nouveau train assis fabriqué par Art Engineering pour la saison 2024,,.

## Parcours
The Wave commence par un lift hill d'une hauteur de 36,6 mètres, suivi d'une descente de 24 mètres qui mène dans un looping vertical. Ensuite, il y a un zero-G roll, deux tire-bouchons et finalement une courbe qui mène à la gare. Ce sont les seules montagnes russes en position verticale à avoir un zero-G roll. À l'origine, la piste était blanche avec une structure brune. En 2004, la piste a été repeinte en bleu et la structure en turquoise.

## Trains
The Wave a deux trains de six wagons. Les passagers sont placées à quatre sur un seul rang pour un total de 24 passagers par train.